# Semestre
Un semestre (du latin semestris, de : sex, six, et de : menstrues plur. de mensis, mois) est une période de six mois consécutifs.
Le calendrier grégorien est divisé en deux semestres : de janvier à juin ; de juillet à décembre.
C'est une durée de temps de l'ordre de six mois consécutifs. Il est souvent utilisé pour planifier un calendrier sur plusieurs années, notamment pour des études longues : « cours d'histoire tous les lundis du 1er semestre ».
La rente est une pension qui se paie tous les six mois, d'où l'expression : « Toucher son semestre ».
Le semestre blanc, en politique italienne, est les six derniers mois de la présidence du Chef de l'État, durant laquelle il ne peut dissoudre le parlement.